# IAU Trail World Championships

World Athletics-Logo

Die IAU Trail World Championships (Landschaftslaufweltmeisterschaften) sind ein von der International Association of Ultrarunners (IAU), ab 2016 zusammen mit der International Trail Running Association (ITRA), unter der Schirmherrschaft des internationalen Leichtathletikverbandes World Athletics ausgerichteter Ultramarathon-Wettkampf, der als Landschaftslauf (Traillauf) ausgetragen wird.
Männer und Frauen werden einzeln als auch in Länderteams gewertet, wobei jeweils die Zeiten der drei Besten für die Teamwertung zählen.

## Geschichte
2007 wurde von der IAU die World Trail Challenge, eine inoffizielle „Weltmeisterschaft“ im Traillauf, ins Leben gerufen. Bei dieser Premiere in Huntsville (Texas) waren nur drei Startende pro Nation zugelassen, eine Mannschaftswertung fand nicht statt. Mit der dritten Austragung in Connemara (Irland) hieß der Wettbewerb „Championships“, und die Mannschaftswertung wurde – wie bei anderen Weltmeisterschaften – eingeführt. Bis 2015 fand sie im zweijährigen Rhythmus statt, seit 2016 wird die Weltmeisterschaft jährlich ausgerichtet.
2020 fand aufgrund der Pandemie kein Wettbewerb statt. Die Championships 2021 wurden im Herbst 2022 ausgetragen.
Seit 2021/22 sind die Trail World Championships Teil der kombinierten World Mountain and Trail Running Championships (WMTRC). Die Berg- und Traillauf-Weltmeisterschaften 2023 finden in Innsbruck und Stubai statt.

## Weltmeisterschaften
Seit 2016 ist der Internationale Landschaftslaufverband (ITRA) an der Organisation der Landschaftslaufweltmeisterschaften beteiligt.
|     | Jahr                    | Datum             | Ort/Veranstaltung                     | Land       | Distanz      | Zieleinläufe       | Ergebnisse                                |
| --- | ----------------------- | ----------------- | ------------------------------------- | ---------- | ------------ | ------------------ | ----------------------------------------- |
| 01. | 2007                    | 8. Dezember       | Huntsville, 18. Sunmart Texas Trail   | USA        | 80,5 km      | 172 (128 m, 44 w)  | Ergebnisse, Results                       |
| 02. | 2009                    | 12. Juli          | Serre Chevalier, Merrell Sky Race     | Frankreich | 68 km        | 046 (32 m, 14 w)   | Ergebnisse                                |
| 03. | 2011                    | 9. Juli           | Connemara                             | Irland     | 71,5 km      | 098 (68 m, 30 w)   | Results, Ergebnisse                       |
| 04. | 2013                    | 6. Juli           | Llanrwst                              | Wales      | 75 km        | 099 (53 m, 46 w)   | Bericht, Ergebnisse, Results (XLS, 84 kB) |
| 05. | 2015                    | 30. Mai           | Annecy, 4. Maxi Race du Lac d'Annecy  | Frankreich | 84 km        | 229 (144 m, 85 w)  | Bericht/Teilergebnisse, Ergebnisse        |
| 06. | 2016                    | 29. Oktober       | Braga, Trans Peneda-Gerês             | Portugal   | 85 km        | 203 (119 m, 84 w)  | Bericht/Teilergebnisse, Ergebnisse        |
| 07. | 2017                    | 10. Juni          | Badia Prataglia, Sacred Forests       | Italien    | 50 km        | 239 (138 m, 101 w) | Bericht/Teilergebnisse, Ergebnisse        |
| 08. | 2018                    | 12. Mai           | Peñagolosa                            | Spanien    | 80 km        | 263 (159 m, 104 w) | Ergebnisse                                |
| 09. | 2019                    | 8. Juni           | Miranda do Corvo, Trilhos dos Abutres | Portugal   | 44,2 km      | 363 (204 m, 159 w) | Ergebnisse                                |
| 10. | 2021 (ausgetragen 2022) | 3.–6. November    | Chiang Mai                            | Thailand   | 40 km, 80 km |                    | Ergebnisse                                |
| 11. | 2023                    | 6.–10. Juni       | Innsbruck-Stubai                      | Österreich | 40 km, 80 km |                    |                                           |
| 12. | 2025                    | 25.–28. September | Canfranc                              | Spanien    | 40 km, 80 km |                    |                                           |

### Podiumsplätze Frauen
|      | 1. Platz                                            | 2. Platz                                     | 3. Platz                                       |
| ---- | --------------------------------------------------- | -------------------------------------------- | ---------------------------------------------- |
| 2007 | Norimi Sakurai                                      | Helena Crossan                               | Adela Salt                                     |
| 2009 | Cecilia Mora                                        | Angela Mudge                                 | Lizzy Hawker                                   |
| 2011 | Maud Gobert                                         | Cecilia Mora                                 | Lucy Colquhoun                                 |
| 2013 | Nathalie Mauclair                                   | Aurélia Truel                                | Maria Chiara Parigi                            |
| 2015 | Nathalie Mauclair                                   | Caroline Chaverot                            | Maite Maiora                                   |
| 2016 | Caroline Chaverot                                   | Azara García                                 | Ragna Debats                                   |
| 2017 | Adeline Roche                                       | Amandine Ferrato                             | Silvia Rampazzo                                |
| 2018 | Ragna Debats                                        | Laia Cañes                                   | Claire Mougel                                  |
| 2019 | Blandine L'Hirondel                                 | Ruth Croft                                   | Sheila Avilés                                  |
| 2022 | Blandine L'Hirondel (80 km) Denisa Dragomir (40 km) | Ida Nilsson (80 km) Barbora Macurová (40 km) | Gemma Arenas (80 km) Emilia Brangefält (40 km) |

### Podiumsplätze Männer
|      | 1. Platz                                      | 2. Platz                                       | 3. Platz                                   |
| ---- | --------------------------------------------- | ---------------------------------------------- | ------------------------------------------ |
| 2007 | Jarosław Janicki                              | Marc Vanderlinden                              | José Azevedo                               |
| 2009 | Thomas Lorblanchet                            | Dawa Dachhiri Sherpa                           | Matthias Dippacher                         |
| 2011 | Erik Clavery                                  | Jason Loutitt                                  | Patrick Bringer                            |
| 2013 | Ricky Lightfoot                               | Florian Neuschwander                           | Julien Rancon                              |
| 2015 | Sylvain Court                                 | Luis Alberto Hernando                          | Patrick Bringer                            |
| 2016 | Luis Alberto Hernando                         | Nicolas Martin                                 | Sylvain Court                              |
| 2017 | Luis Alberto Hernando                         | Cristofer Clemente                             | Cedric Fleureton                           |
| 2018 | Luis Alberto Hernando                         | Cristofer Clemente                             | Thomas Evans                               |
| 2019 | Jonathan Albon                                | Julien Rancon                                  | Christian Mathys                           |
| 2022 | Adam Peterman (80 km) Stian Angermund (40 km) | Nicolas Martin (80 km) Francesco Puppi (40 km) | Andreas Reiterer (80 km) Jon Albou (40 km) |